# Масиас, Томми
То́мми Ма́сиас (швед. Tommy Macias, род. 20 января 1993, Бу, Стокгольм) — шведский дзюдоист, чемпион Европейских игр, призёр чемпионатов мира и Европы.

## Биография
Родился в 1993 году. Дзюдо начал заниматься под руководством отца. С 2014 года вошёл в сборную Швеции. В 2017 и 2018 годах становился бронзовым призёром чемпионата Европы. В 2019 году стал победителем Европейских игр.
В 2020 году на чемпионате Европы в ноябре в чешской столице, Томми смог завоевать бронзовую медаль турнира. В четвертьфинале уступил швейцарскому дзюдоисту Нильсу Стумпу.
На предолимпийском чемпионате мира 2021 года, который проходил в Будапеште в Венгрии, Томми завоевал серебряную медаль в весовой категории до 73 кг, уступив в финале грузинскому спортсмену Лаше Шавдатуашвили.